# Saint-Yrieix-la-Montagne
Saint-Yrieix-la-Montagne là một xã thuộc tỉnh Creuse trong vùng Nouvelle-Aquitaine miền trung nước Pháp.